# 태장도서관
태장도서관은 강원특별자치도 원주시에 있는 도서관이다.

## 연혁
- 2010년 10월 태장도서관 조성 계획수립
- 2011년 1월 건물 및 부지 관리전환
- 2011년 6월 태장도서관 리모델링 착공
- 2011년 8월 태장도서관 준공
- 2011년 11월 21일 태장도서관 개관

## 시설 현황
- 2층: 종합자료실, 인터넷코너, 휴게실
- 1층: 어린이자료실, 유아방, 체험동화관

## 이용 안내
휴관일
- 매주 월요일
- 일요일을 제외한 법정공휴일(단, 일요일과 법정공휴일이 겹칠 경우 휴관)
- 장서 점검 및 정기 청소일(12월 31일)
- 임시휴관일: 특별한 사유로 도서관장이 필요하다고 인정하는 경우

이용 시간
- 화~금요일 09:00 ~ 22:00 / 토·일요일 09:00 ~ 18:00